# Móricz Gyöngyi
Móricz Gyöngyi (Budapest, 1911. február 8. – Budapest, 1979. január 5.) magyar emlékiratíró, Simon Andor költő felesége, Móricz Zsigmond és Holics Eugénia Margit lánya.

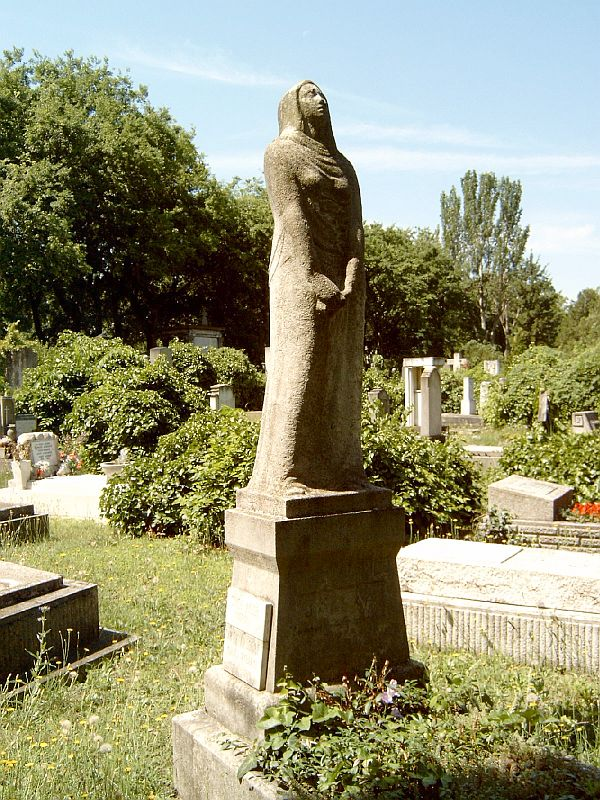
Móricz Zsigmondné Holics Jankával és férjével, Simon Andorral közös sírja a Fiumei úti sírkertben

## Életpályája
Elvégezte a közgazdasági egyetemet, eközben kitanulta a könyvkötő szakmát. Társtulajdonosa volt a budapesti Sándor utcai Típus könyvkötészetnek, amelyben férjével együtt végezték Móricz Zsigmond folyóiratának, a Kelet Népének kötési munkálatait. Elkészítette apjának, Móricz Zsigmondnak a szoborportréját, amelynek egy példánya a budapesti Petőfi Irodalmi Múzeumban található. Öt nyelvet ismert; a családi hagyomány szerint spanyol prózát fordított.

## Emlékezete
Móricz Zsigmondné Holics Jankával és férjével, Simon Andorral közös sírja a Fiumei úti sírkertben található.

## Művei
- Elutaztunk Olaszországba! (emlékezés Móricz Zsigmonddal és Móricz Virággal 1925-ben tett olaszországi útjukra). In: Móricz Zsigmond: O mors, bonum est judicium tuum c. kötetében (Bp., 1979).
- Rövidebb, kiadatlan életrajzi prózát is hagyott hátra.